# Jacksonville (Missouri)
Jacksonville è un villaggio degli Stati Uniti d'America, situato nello Stato del Missouri, nella contea di Randolph.